# Euplexia docima
Euplexia docima är en fjärilsart som beskrevs av Turner 1920. Euplexia docima ingår i släktet Euplexia och familjen nattflyn. Inga underarter finns listade i Catalogue of Life.